# Rezonans orbitalny

Rezonans orbitalny galileuszowych księżyców Jowisza bez Kallisto.

Rezonans orbitalny – zjawisko związane z obiegiem dwóch ciał niebieskich (np. planet) wokół masywnego obiektu (np. gwiazdy), przy czym obydwa ciała, obiegające masywny obiekt, pozostają w pewnym związku grawitacyjnym pomiędzy sobą, tak, iż na określoną liczbę okrążeń jednego wypada jakaś wielokrotność okrążeń drugiego. Należy dodać, że jedno z tych krążących ciał ma znacznie większą masę od drugiego i to jego oddziaływanie właśnie ma decydujący wpływ na powstanie rezonansu orbitalnego.

Obiekty transneptunowe w rezonansach orbitalnych z Neptunem

Typowymi przykładami na rezonans orbitalny w Układzie Słonecznym są ruchy orbitalne wielu obiektów transneptunowych, które uzależnione są od oddziaływania grawitacyjnego masywnego Neptuna. Najczęściej spotykanymi wśród tych planetoid z pasa Kuipera rezonansami są 1:2 (obiekty te nazywane są „twotino” – na jeden obieg twotino wokół Słońca przypadają dwa obiegi Neptuna) oraz 2:3 (ciała te zwane są przez astronomów „plutonkami” – na dwa obiegi dookoła Słońca jakiegoś plutonka przypadają trzy obiegi Neptuna). Istnieją także inne obiekty pozostające w rezonansie orbitalnym z Neptunem.
Innymi przykładami na rezonanse orbitalne są uzależnione od siebie ruchy księżyców Jowisza, Saturna, ruch planetoidy (3753) Cruithne, będącej w rezonansie z Ziemią oraz ruch planetoidy 2002 VE68, pozostającej w rezonansie z Wenus. Rezonanse orbitalne satelitów Jowisza i Saturna mogą prowadzić do silnych regularnych deformacji pływowych, a te do silnego ogrzewania wnętrza ciał niebieskich.

## Rezonans orbitalny w układzie księżyców Saturna
- 2:4 Tetyda-Mimas
- 1:2 Dione-Enceladus
- 3:4 Hyperion-Tytan